# Polotsk
Polotsk (belarusiska: Полацк, även känt som Polatsk, Polatsak, fornnordiska: Paltejsborg) är en stad i Belarus, belägen 200 km nordöst om Minsk. Staden ligger på högra stranden av den segelbara Düna och vid Riga-Smolensk-järnvägen.

## Historia
I de fornnordiska sagorna kallades staden Paltejsborg eller Paltejsk (i Gårdarike).
Poletsk hade en ålderdomlig prägel och är en av de äldsta städerna i Belarus. Den gick år 862 i arv efter Rurik till hans efterföljare, kom under litauiskt välde 1320, erövrades av Ivan den förskräcklige 1563, kom under polskt välde 1579 och annekterades av Kejsardömet Ryssland vid Polens första delning 1772, där orten sedermera införlivades med guvernementet Vitebsk. Staden förstördes delvis av fransmännen 1812.
Polotsk hade länge en stor judisk befolkning och kring 1897 var cirka 61 procent av befolkningen judisk, men den judiska befolkningen minskade drastiskt på grund av pogromer i början på 1900-talet. 1939 hade orten en befolkning på 24 816 invånare, varav 22 procent var judar. Under andra världskriget erövrades Polotsk av tyskarna 1941, då större delen av den judiska befolkningen mördades. Staden återtogs av Röda armén 1944.